# Mănăstireni
Mănăstireni é uma comuna romena localizada no distrito de Cluj, na região histórica da Transilvânia. A comuna possui uma área de 62.99 km² e sua população era de 1707 habitantes segundo o censo de 2007.